# Historisches Museum Hanau Schloss Philippsruhe

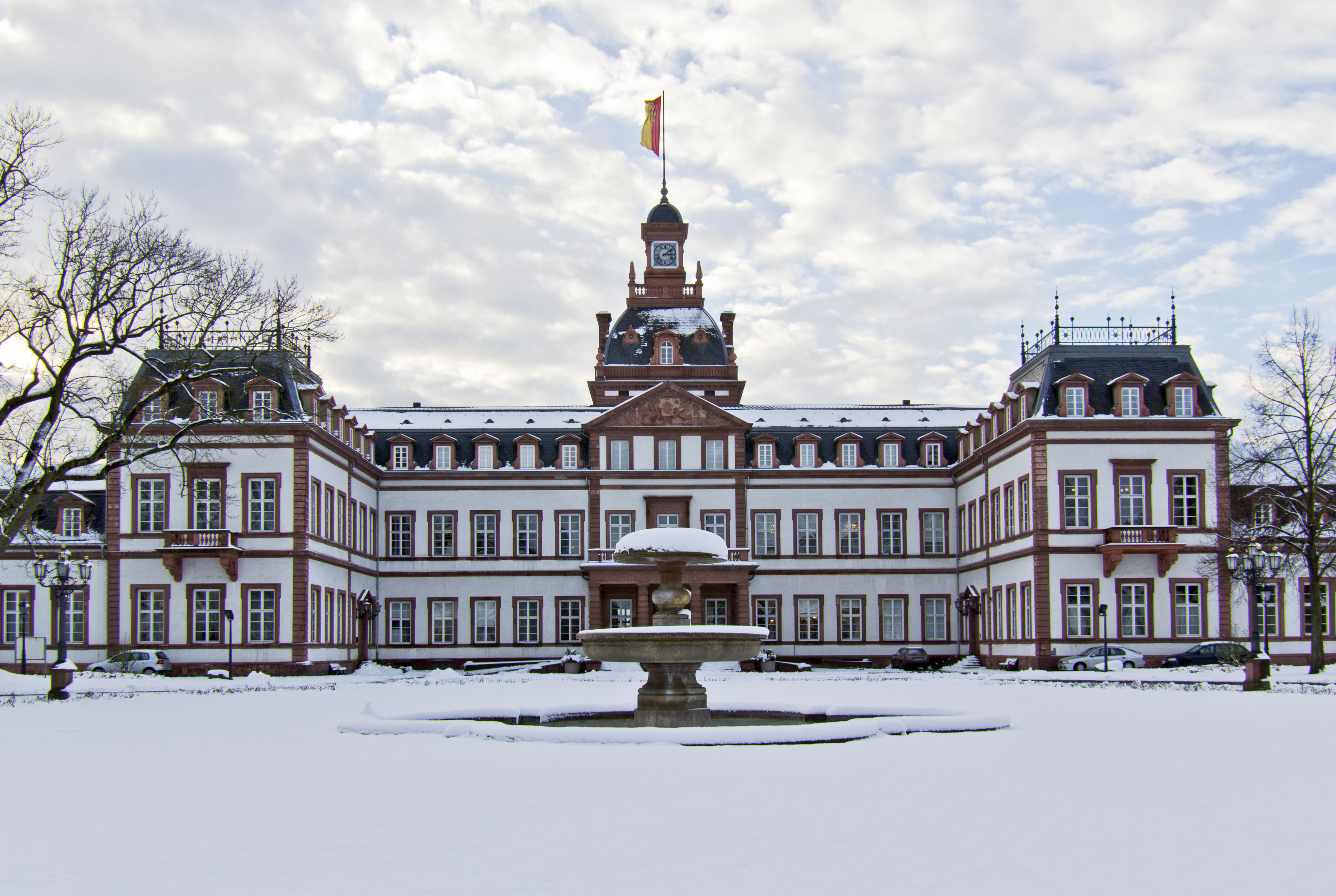
Schloss Philippsruhe

Das Historische Museum in Hanau ist das größte Museum der „Museen der Stadt Hanau“.

## Bestände
Das Museum zeigt Bestände sowohl der Stadt Hanau als auch des Hanauer Geschichtsvereins. Der überwiegende Teil der Sammlung wird im Schloss Philippsruhe präsentiert, die vor- und frühgeschichtliche Sammlung aber im Schloss Steinheim, im Hanauer Stadtteil Steinheim. Das Historische Museum ist das zentrale Museum für regionale Geschichte und Kunstgeschichte.

## Geschichte
Das Historische Museum Hanau ist aus dem Museum des Hanauer Geschichtsvereins hervorgegangen, das 1875 zunächst im Kanzleigebäude am Schlossplatz eröffnet wurde. Später wurde die Sammlung im Altstädter Rathaus gezeigt. Als dort das Deutsche Goldschmiedehaus eingerichtet wurde, zog die Sammlung größtenteils ins Hanauer Stadtschloss um. In den Bombenangriffen des Zweiten Weltkriegs wurde ein Teil der Sammlung zerstört.
1967, drei Jahre nachdem die Hanauer Stadtverwaltung aus Schloss Philippsruhe ausgezogen war, das sie in Kriegs- und Nachkriegszeit provisorisch als Rathaus genutzt hatte, wurde dort am 9. Juni 1967 das Historische Museum eröffnet. Die Stadt Hanau und der Hanauer Geschichtsverein 1844 e. V. gestalteten die Präsentation gemeinsam. Dabei wurden die Sammlungen teilweise in die historischen Räumlichkeiten der Kurfürsten und Landgrafen des Hauses Hessen-Kassel im Corps de Logis integriert.
Mit der Hessischen Gebietsreform 1974 wurden eine Reihe von umliegenden Orten eingemeindet, die museal auch repräsentiert sein wollten. So kam es zu einem neuen Museumskonzept: Das Historische Museum verblieb im Schloss Philippsruhe, die Vor- und Frühgeschichtliche Sammlung wurde 1986 in das Schloss Steinheim verlagert (siehe Museum Schloss Steinheim) und in einem ehemaligen Elektrizitätswerk in Hanau-Großauheim wird seitdem Volkskunde, Handwerk, Landwirtschaft und Industrie sowie die Sammlung August Gaul präsentiert (Museum Großauheim). Die heutige Ausstellung des Historischen Museums in Schloss Philippsruhe stammt aus dem Jahr 1987.

## Ausstellungsräume
Das Museum gliedert sich in
- die untere Etage mit der Ausstellung „Moderne Zeiten. Hanau 1848-1946“
- die Beletage im ehemaligen Wohntrakt
- das GrimmsMärchenReich und das PapierTheaterMuseum in den Seitenflügeln

## Exponate

### Untere Etage

Isaak Soreau: Früchtekörbe, Früchteschale, Porzellankumme, Blumenvase und Gemüse, Öl auf Leinwand, 1645

Die untere Etage ist der Regionalgeschichte der Stadt Hanau gewidmet. Ein Lageplan von Christoph Metzger – Eigentlicher Abriss der Stadt und Vestung Hanau – von 1665 zeigt die mittelalterliche Burg, Altstadt und Neustadt. Originaldokumente, Plakate, Uniformen, Abzeichen und Orden sowie Alltagsgegenstände erläutern die Geschichte mit Schwerpunkten auf der Deutschen Revolution 1848/49, Hanau im Kaiserreich, im Ersten Weltkrieg, in der Weimarer Republik, im Dritten Reich, im Zweiten Weltkrieg, in dem die Altstadt zuletzt am 19. März 1945 durch alliierte Bombenangriffe völlig zerstört wurde, sowie der Nachkriegs- und Wiederaufbauzeit bis in die 1960er Jahre.
Gezeigt werden zeitgeschichtliche Dokumente, Gemälde und Gegenstände. Eine Videofilmdokumentation ergänzt die Exponate. Ein kunstgeschichtlicher Abriss vervollständigt die historische Ausstellung:
- Hugo Leven, Leiter der Hanauer Zeichenakademie in den Jahren 1909 bis 1933, lieferte erste Entwürfe für Kücheninventar (Kaffee- und Teekanne, Bowlengefäß, Jardinière, Tafelleuchter, Wasserkessel) in einem Art déco und Bauhaus vorwegnehmenden Stil.
- Die Silberschmiede Christian Dell und Wilhelm Wagenfeld, Schüler der Zeichenakademie, werden als Designer charakteristischer Bauhaus-Tischleuchten vorgestellt.
- Reinhold Ewald (1890–1974) war im Kaiserreich Schüler und in der Weimarer Republik Dozent an der Zeichenakademie. Als Maler vertrat er in Hanau die Klassische Moderne und Neue Sachlichkeit.
- Paul Hindemith, geboren in Hanau, wird als Komponist und Maler vorgestellt.
- Einige Tierskulpturen von August Gaul, ebenfalls in Hanau geboren und an der Zeichenakademie ausgebildet, werden vorgestellt. Der Hauptteil der von ihm geschaffenen Exponate wird allerdings im Museum des Hanauer Stadtteils Grossauheim gezeigt.

Im Jahre 2010 konnte mit Hilfe der Hessischen Kulturstiftung das 1645 entstandene Gemälde Früchtekörbe, Früchteschale, Porzellankumme, Blumenvase und Gemüse des Hanauer Malers Isaak Soreau erworben werden.

### Beletage

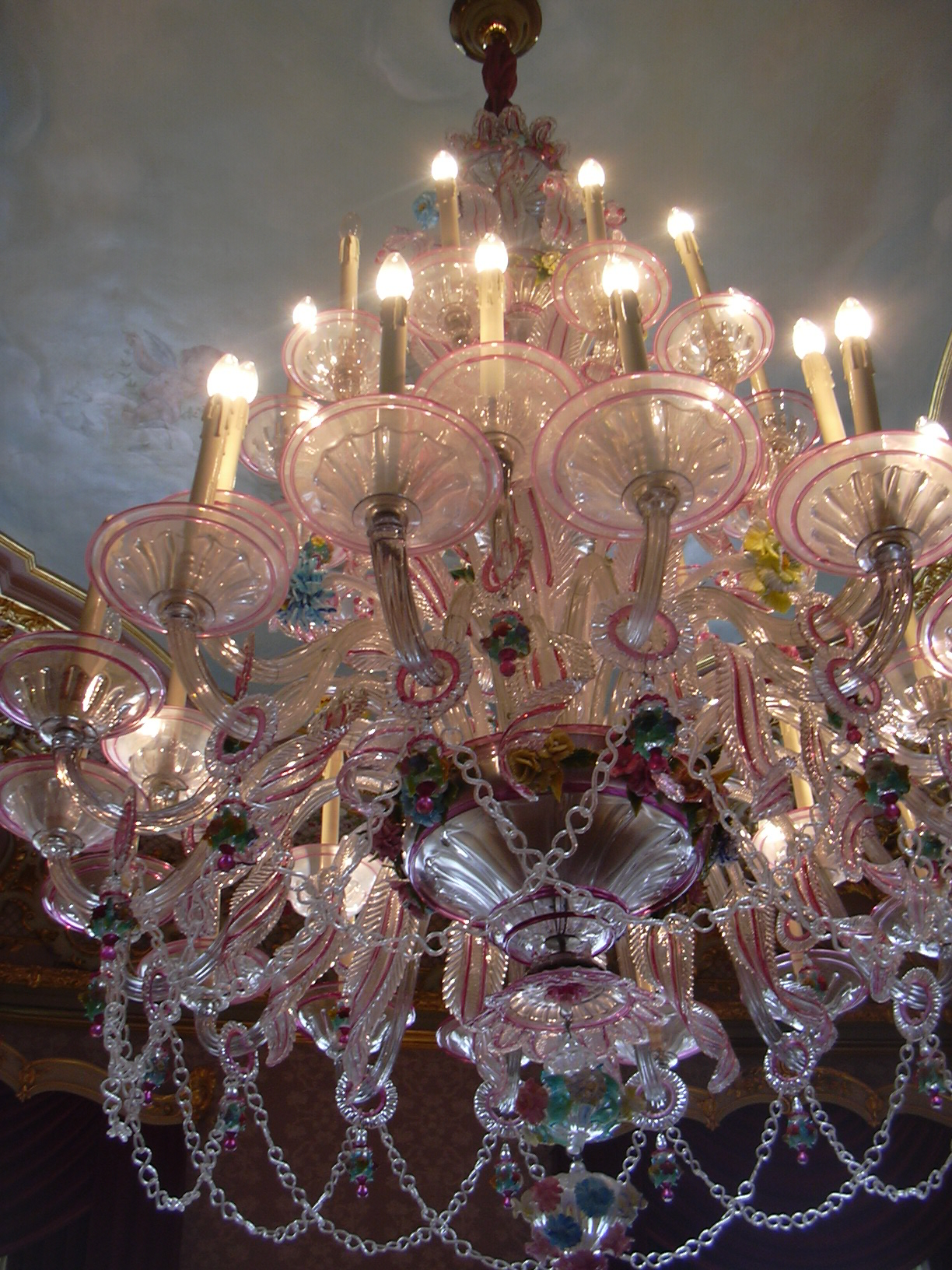
Leuchter aus Muranoglas (19. Jh.) im ehemaligen Baudoir der Landgräfin Maria Anna von Preußen

Auf der Beletage ist die historistische Innenarchitektur des Titular-Landgrafen Friedrich Wilhelm von Hessen-Rumpenheim und seiner Ehefrau, Maria Anna Friederike von Preußen, aus den Jahren 1880 bis 1884 mit Holzintarsien und Stuckaturen erhalten. Mobiliar und Inventar sind, abgesehen von einigen Majolika-Kachelöfen und zwei venezianischen Leuchtern, nicht mehr in den Räumen präsent – sie befinden sich heute zum Teil im Jagdschloss Fasanerie bei Fulda.
- Im ehemaligen Speisesaal der Landgrafenfamilie sind Fayencen vornehmlich der Hanauer Fayencemanufaktur (1661–1806) präsentiert, eine der ersten Gründungen ihrer Art in Deutschland. Ergänzt wird diese Sammlung durch Irdenware aus Hessen und  Westerwälder Keramik sowie Apothekengefäße aus historischen Apotheken Neu-Hanaus.
- Festsaal, Musikzimmer und Bibliothek sind die ehemaligen Repräsentationsräume der landgräflichen Wohnung. In der Bibliothek wird der Hanauer Ratspokal aufbewahrt, eine Arbeit des Nürnberger Goldschmieds Hanns Rappolt des Jüngeren, der 1621 nach Hanau kam und vier Jahre für die Fertigstellung benötigte. Die dargestellten Reliefs auf dem Prunkpokal betreffen die Stadt Hanau; gekrönt wird der Pokal von der Figur der Iustitia, der Gerechtigkeit, und auch die drei übrigen Kardinaltugenden sind vertreten. Ferner werden die Repräsentationsräume durch Gemälde von Künstlern des 18. und 19. Jahrhunderts geschmückt: Wilhelm Keuffel, Johann Heinrich Tischbein dem Älteren, Georg Cornicelius (Fahrende Musikanten, 1873), Moritz Daniel Oppenheim, Friedrich Bury, Conrad Westermayr, Carl Friedrich Deiker, Theodor Pelissier und Friedrich Karl Hausmann sind die wesentlichen Vertreter.
- Im ehemaligen Arbeitszimmer des Landgrafen steht eine Vitrine mit vom Hanauer Geschichtsverein gesammelten Antiquitäten, u. a. Ansichtenglas mit Ansichten von Böhmen und vom Rhein sowie Porzellan mit gemalten Veduten.
- Der ehemalige Wohntrakt Anna von Preußens (Salon und Wintergarten) bildet den Rahmen für die Gemäldegalerie des Historischen Museums. Ein Schwerpunkt liegt auf niederländischen mythologischen Szenen und Stillleben, vertreten durch Werke von Abraham Bloemaert (Venus in der Schmiede des Vulkan, Anfang 17. Jh.), Melchior de Hondecoeter, Willem van Honthorst, Gaspar Verbrugghen, Jan Fyt, Jan Oliss und Lukas Achtschellin. Diese beeinflussten maßgeblich die lokale Stilllebenmalerei, vertreten mit Werken von Peter Soreau (Früchtestillleben mit Glasvase und Nelken, 1637) und Jacob Marrel (Frankfurter Stillleben mit Weinglas, 2. Hälfte 17. Jahrhundert). Weiter  konzentriert sich die Galerie auf Portraitmalerei, vertreten durch Johann Henrich Appelius, Johannes Appelius und Anton Wilhelm Tischbein (den sogenannten Hanauer Tischbein). Dessen qualitätsvollstes Rokokoportrait im Museum stellt Helene Christine Borries (um 1776) dar, Ehefrau des Hanauer Kaufmanns Adam Johann Jakob Borries. Ferner sind Genreszenen und Architekturbilder vertreten durch Georg Karl Urlaub.

Abseits der ehemaligen landgräflichen Wohnung ist auf dieser Etage eine Sammlung den aus Hanau stammenden Brüdern Grimm gewidmet, und ein eigenständiges kleines Museum mit drei Räumen bildet seit 1990 das Hanauer Papiertheater-Museum.
Der Besucherrekord des Museums lag 1987 – im Jahr der Wiedereröffnung nach dem vorangegangenen Brand des Schlosses Philippsruhe 1984 und noch ohne Eintrittsgeld – bei mehr als 71.000 Besucherinnen und Besuchern. Heute beträgt die Zahl ca. 26.000 Besucher pro Jahr.

## Wissenswert
- Seit 2016 gibt es einen Förderverein für das Museum.[1]